# Banyuresmi (Tanjungsari)
Banyuresmi is een bestuurslaag in het regentschap Sumedang van de provincie West-Java, Indonesië. Banyuresmi telt 2221 inwoners (volkstelling 2010).